# Dekalog

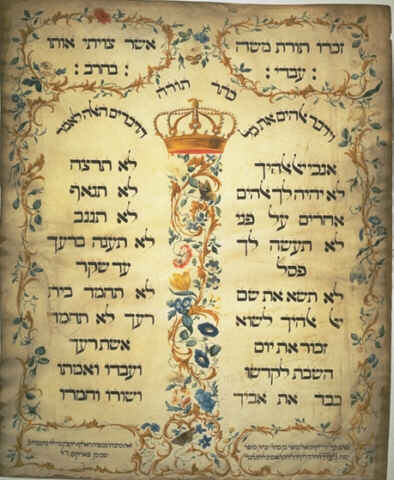
Pergamin z 1768 r. (612×502 mm) wykonany przez Jekuthiela Sofera wzorowany na Dekalogu z 1675 r. z Synagogi w Amsterdamie

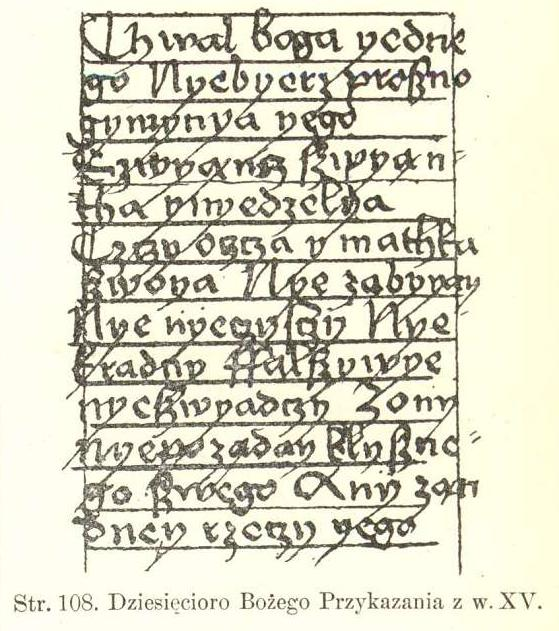
Dziesięcioro Bożego Przykazania w języku polskim z XV w.

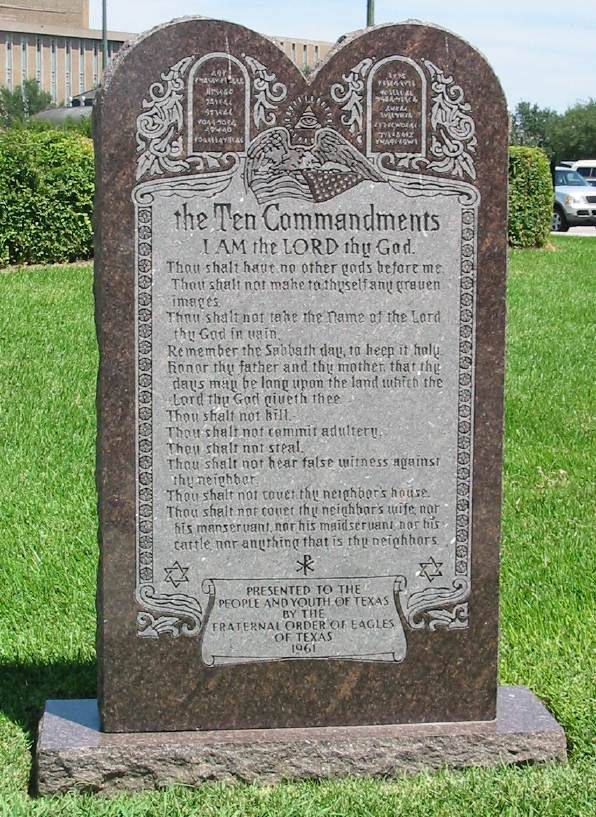
Pomnik Dziesięciu Przykazań przed Kapitolem Stanu Teksas, USA

Dekalog (stgr. δεκάλογος dekalogos – dziesięć słów), Dziesięć przykazań, w tradycji żydowskiej Dziesięć Oświadczeń (עשרת הדיברות, Aseret ha-Dibrot) – zbiór podstawowych nakazów moralnych obowiązujących wyznawców judaizmu, a następnie przyjęty w zmienionej formie przez chrześcijan.

## Historia
Zgodnie z przekazem biblijnym tekst Dekalogu, zapisany w Księdze Wyjścia (Drugiej Księdze Mojżeszowej), słowo po słowie został podyktowany przez Boga Jahwe Mojżeszowi na górze Synaj (w Księdze Powtórzonego Prawa (Piątej Księdze Mojżeszowej) góra ta nazwana jest Horeb) w trakcie wędrówki Izraelitów z Egiptu do Kanaanu.
Na płaszczyźnie historycznej w Dekalogu można zaobserwować pewne treści pojawiające się również w 42 negatywnych oświadczeniach oraz kulcie egipskiej bogini Maat.
Według Biblii, treść Dekalogu i innych słów Boga wygłoszonych na górze została spisana przez Mojżesza (Wj 24,4), natomiast to Bóg – nie Mojżesz – wyrył przykazania na kamiennych tablicach (Wj 24,12 oraz Wj 32,16 oraz Wj 34,1).
Tekst Dekalogu musiał zostać wyryty na kamiennych tablicach dwukrotnie, gdyż pierwsze tablice z Dekalogiem Mojżesz rozbił w gniewie widząc, jak lud zaczął pod jego nieobecność czcić złotego cielca (Wj 32:19) – za drugim razem Mojżesz musiał już sam sporządzić dwie tablice. Zgodnie z przekazem biblijnym drugie tablice z Dekalogiem były przechowywane w Arce przymierza aż do czasu zburzenia pierwszej Świątyni Jerozolimskiej.

## Treść
Wyznawcy judaizmu, prawosławia i większości kościołów protestanckich oraz wschodnich przyjmują tekst Dekalogu z Księgi Wyjścia (Drugiej Księgi Mojżeszowej). Jednak zdaniem Kościoła katolickiego tekst z Księgi Wyjścia nie jest pierwotny, skoro tekst z Księgi Powtórzonego Prawa, także znajdujący się w Biblii, różni się w pewnym stopniu od tekstu Księgi Wyjścia (główne różnice dotyczą motywacji nakazu obchodzenia szabatu oraz wyeksponowania żony w zakazie pożądania). Mimo to w Katechizmie Kościoła Katolickiego cytowana i omówiona jest wersja biblijna, nie skrócona.

### Tekst biblijny i sposób podziału
Tekst Dekalogu został zachowany w Biblii w dwóch, nieznacznie różniących się wersjach:
- z Księgi Wyjścia (2 Mojżeszowej) 20,2-17 oraz
- z Księgi Powtórzonego Prawa (5 Mojżeszowej) 5,6-21.

Zasadniczy podział przykazań to podział na przykazania określające stosunek ludzi do Boga oraz na przykazania regulujące zasady życia we wspólnocie.
Sposób podziału biblijnego tekstu na konkretne przykazania zależy od przyjętej tradycji. Zasadniczo wyróżnia się ich cztery i większość wyznań przyjmuje jedną z nich:
| Tradycyjny polski przekład Dekalogu, według Biblii Jakuba Wujka | Tradycyjny polski przekład Dekalogu, według Biblii Jakuba Wujka | Sposoby podziału | Sposoby podziału                    | Sposoby podziału         | Sposoby podziału |
| Księga Wyjścia 20,2–17 | Księga Powtórzonego Prawa 5,6–21 | starożytny żydowski (Septuaginta, Filon, Józef Flawiusz), prawosławny, orientalny, protestancki, anglikański, restoracjonistycznya | współczesny żydowski (talmudyczny)b | augustyński (katolicki)c | luterańskid      |
| --- | --- | --- | ----------------------------------- | ------------------------ | ---------------- |
| 2Jam jest Pan, Bóg twój, którym cię wywiódł z ziemi egipskiej, z domu niewoli. | 6Ja Pan, Bóg twój, którym cię wywiódł z ziemi egipskiej, z domu niewoli. | | 1                                   |                          |                  |
| 3Nie będziesz miał bogów cudzych przede mną. | 7Nie będziesz miał bogów cudzych przed oczyma mymi. | 1 | 2                                   | 1                        | 1                |
| 4Nie uczynisz sobie obrazu rytego ani żadnej podobizny tego, co jest na niebie w górze i co na ziemi nisko, ani z tych rzeczy, które są w wodach pod ziemią. 5Nie będziesz się im kłaniał ani służył. Ja jestem Pan, Bóg twój, mocny, zawistny, karzący nieprawość ojców na synach do trzeciego i czwartego pokolenia tych, którzy mnie nienawidzą; 6a czyniący miłosierdzie tysiącom tych, którzy mię miłują i strzegą przykazań moich.                                                                     | 8Nie uczynisz sobie rzeźby ani podobizny wszystkich rzeczy, które są na niebie w górze i które na ziemi nisko, i które są w wodach pod ziemią. 9Nie będziesz się im kłaniał i służył. Bom ja jest Pan, Bóg twój, Bóg zawistny, który dochodzę nieprawości ojców na synach do trzeciego i czwartego pokolenia tych, którzy mnie nienawidzą, 10a czynię miłosierdzie na wiele tysięcy miłującym mię i strzegącym przykazań moich. | 2 | 2                                   | 1                        | 1                |
| 7Nie będziesz brał imienia Pana, Boga twego, nadaremno; bo nie będzie miał Pan za niewinnego tego, który by wziął imię Pana, Boga swego, nadaremno. | 11Nie będziesz używał imienia Pana, Boga twego, nadaremnie, bo nie ujdzie karania, kto by dla próżnej rzeczy użył imienia jego. | 3 | 3                                   | 2                        | 2                |
| 8Pamiętaj, abyś dzień sobotni święcił. 9Sześć dni robić będziesz i będziesz wykonywał wszystkie roboty twoje; 10ale dnia siódmego sabat Pana, Boga twego, jest: nie będziesz wykonywał weń żadnej roboty, ty i syn twój, i córka twoja, sługa twój i służebnica twoja, bydlę twoje i gość, który jest między bramami twymi. 11Przez sześć dni bowiem czynił Pan niebo i ziemię, i morze, i wszystko, co w nich jest, a odpoczął dnia siódmego; i dlatego pobłogosławił Pan dniowi sobotniemu i poświęcił go. | 12Zachowaj dzień sobotni, abyś go święcił, jak ci przykazał Pan, Bóg twój. 13Sześć dni robić będziesz i pełnić wszystkie roboty twoje. 14Siódmy dzień jest sabat, to jest odpocznienie Pana Boga twego. Nie będziesz weń pełnił żadnej robot, ty ani syn twój, ani córka, służebnik i służebnica, ani wół, ani osioł, ani żadne bydlę twoje, ani przechodzień, który jest między bramami twoimi, aby odpoczął sługa i służebnica twoja, jak i ty. 15Pamiętaj, żeś i sam służył w Egipcie, i wywiódł cię stamtąd Pan, Bóg twój, ręką mocną i ramieniem wyciągniętym, i przeto ci kazał, abyś zachował dzień sobotni. | 4 | 4                                   | 3                        | 3                |
| 12Czcij ojca twego i matkę twoją, abyś długo żył na ziemi, którą Pan, Bóg twój, da tobie. | 16Czcij ojca twego i matkę, jak ci przykazał Pan, Bóg twój, abyś żył przez długi czas i żeby ci się dobrze wiodło na ziemi, którą Pan, Bóg twój, da tobie. | 5 | 5                                   | 4                        | 4                |
| 13Nie będziesz zabijał. | 17Nie będziesz zabijał. | 6 | 6                                   | 5                        | 5                |
| 14Nie będziesz cudzołożył. | 18Ani będziesz cudzołożył. | 7 | 7                                   | 6                        | 6                |
| 15Nie będziesz kradzieży czynił. | 19I kradzieży nie będziesz popełniał. | 8 | 8                                   | 7                        | 7                |
| 16Nie będziesz mówił fałszywego świadectwa przeciw bliźniemu twemu. | 20Ani będziesz mówił przeciw bliźniemu twemu fałszywego świadectwa. | 9 | 9                                   | 8                        | 8                |
| 17aNie będziesz pożądał domu bliźniego twego, | 21bNie będziesz pożądał [...] domu bliźniego twego, | 10 | 10                                  | 10                       | 9                |
| 17bani będziesz pragnął żony jego, | 21aNie będziesz pożądał żony bliźniego twego, | 10 | 10                                  | 9                        | 10               |
| 17cani sługi, ani służebnicy, ani wołu, ani osła, ani żadnej rzeczy, która jego jest. | 21cani roli, ani sługi, ani służebnicy, ani wołu, ani osła, ani żadnych rzeczy, które jego są. | 10 | 10                                  | 10 (ciąg dalszy)         | 10               |

a – starożytny podział żydowski uznawany jest za najstarszy, zawarty jest w stosowanej przez pierwszy Kościół Septuagincie, był stosowany już w czasach Chrystusa; używali go już w I wieku m.in. Józef Flawiusz i Filon z Aleksandrii. Charakteryzuje się rozdzieleniem przykazania dotyczącego posiadania innych bogów od przykazania dotyczącego kultu przedmiotów. Choć obecnie porzucony przez judaizm na rzecz późniejszego podziału talmudycznego, jego tradycja pozostaje wciąż żywa w większości wyznań chrześcijańskich. Za obowiązujący uznają go Cerkiew prawosławna, Kościoły orientalne, protestanckie (z wyjątkiem luteran), anglikańskie i restoracjonistyczne.
b – podział talmudyczny jest powszechnie uznanym we współczesnym judaizmie; jego tradycja sięga III wieku n.e.
c – podział augustyński, wywodzący się od św. Augustyna z Hippony, sięga tradycją V wieku n.e. Charakteryzuje się sposobem podziału, który eksponuje różnicę między pożądaniem cielesnym a pożądaniem dóbr drugiego człowieka oraz włączeniem przykazania dotyczącego zakazu kultu przedmiotów do przykazania dotyczącego zakazu posiadania innych bogów. Stosowany jest w Kościele katolickim i kościołach starokatolickich.
d – podział luterański, wywodzący się z piśmiennictwa Marcina Lutra, pochodzi z XVI wieku. Stanowi niewielką modyfikację podziału augustyńskiego. Jedyna różnica leży w sposobie podziału przykazania dziewiątego i dziesiątego, gdzie dziewiąte dotyczy pożądania domu drugiego człowieka, a dziesiąte obejmuje pozostałe rodzaje pożądania.

### Ewangelicko-Augsburska wersja katechetyczna
W Kościele ewangelicko-augsburskim wersja katechetyczna Dekalogu znajduje się w Małym Katechizmie Marcina Lutra. Każde przykazanie ma w Małym Katechizmie swoje objaśnienie.

DZIESIĘCIORO PRZYKAZAŃ jak ich w prostocie nauczać powinien ojciec rodziny swoich domowników
1. Jam jest Pan, Bóg twój. Nie będziesz miał innych bogów obok Mnie.
2. Nie bierz Imienia Pana, Boga twego, nadaremno, albowiem Pan nie zostawi bez kary tego, który Imię Jego nadaremno bierze.
3. Pamiętaj, abyś dzień święty święcił.
4. Czcij ojca swego i matkę swoją, aby ci się dobrze działo i abyś długo żył na ziemi.
5. Nie zabijaj.
6. Nie cudzołóż.
7. Nie kradnij.
8. Nie mów fałszywego świadectwa przeciw bliźniemu swemu.
9. Nie pożądaj domu bliźniego swego.
10. Nie pożądaj żony, ani sługi, ani bydła, ani żadnej rzeczy bliźniego swego.

Zakończenie przykazań
Co mówi Bóg o tych wszystkich przykazaniach?
Mówi tak: Jam jest Pan, Bóg twój, Bóg żarliwy, nawiedzający grzech ojców tych, którzy Mnie nienawidzą,
na dzieciach w trzecim i czwartym pokoleniu, a czyniący miłosierdzie nad tysiącami tych,
którzy Mnie miłują i strzegą przykazań moich.

### Katolicka wersja katechetyczna

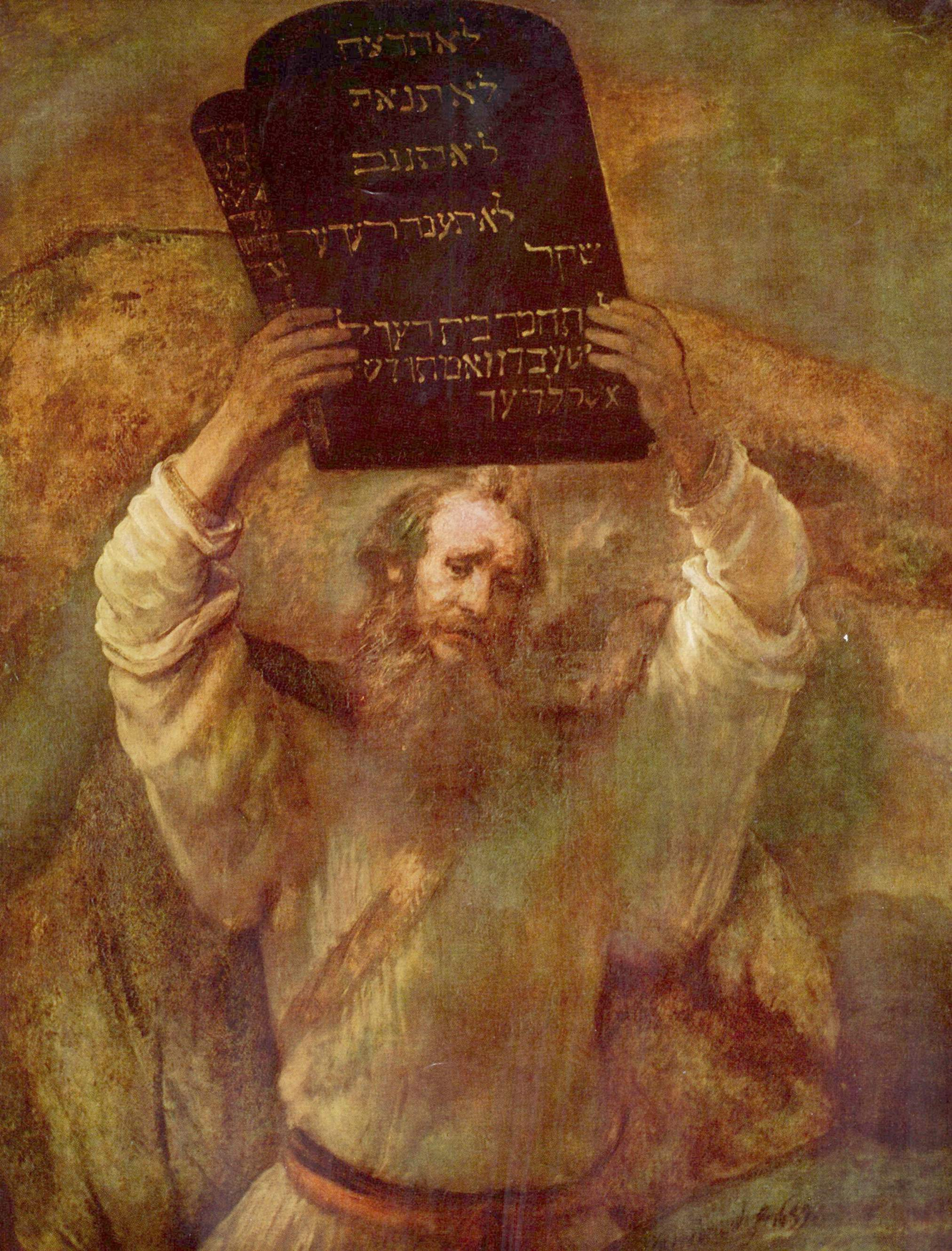
Rembrandt van Rijn, Mojżesz z Dziesięcioma Przykazaniami, (1659)

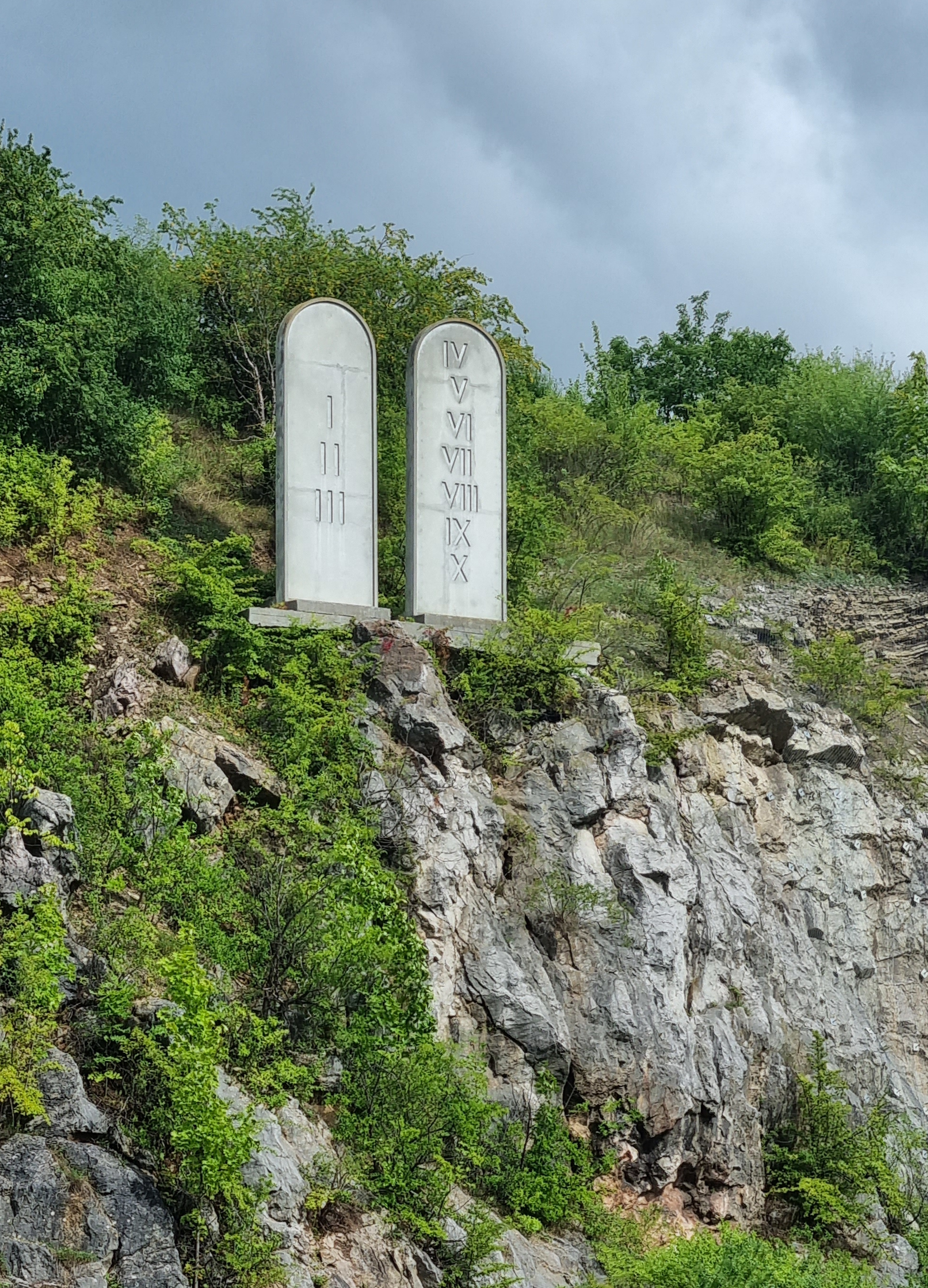
Pomnik Dekalogu na Kadzielni w Kielcach

W Kościele katolickim, oprócz opublikowanej i omówionej w Katechizmie Kościoła Katolickiego wersji biblijnej (KKK 2083-2534), najczęściej stosowaną jest jednak tzw. wersja katechetyczna Dekalogu, opublikowana m.in. w katechizmie kardynała Gasparriego oraz w katechizmie dla dzieci:

Jam jest Pan, Bóg twój, który cię wywiódł z ziemi egipskiej, z domu niewoli.
1. Nie będziesz miał bogów cudzych przede mną.
2. Nie będziesz wzywał imienia Boga twego nadaremno.
3. Pamiętaj, abyś dzień święty święcił.
4. Czcij ojca swego i matkę swoją.
5. Nie zabijaj.
6. Nie cudzołóż.
7. Nie kradnij.
8. Nie mów fałszywego świadectwa przeciw bliźniemu swemu.
9. Nie pożądaj żony bliźniego swego.
10. Ani żadnej rzeczy, która jego jest.

### Dekalog wKsiędze Mormona
Księga Mosjasza 13,12-24:
12Pamiętacie, że powiedziałem wam przykazanie: Nie będziesz czynił żadnej rzeźby ani żadnego obrazu tego, co jest na niebie wysoko, na ziemi nisko, ani tego, co jest w wodach poniżej ziemi.
13Nie będziesz oddawał im pokłonu i nie będziesz im służył, bowiem ja, Pan, twój Bóg, jestem Bogiem zazdrosnym, który za występek ojców karze potomków do trzeciego i czwartego pokolenia tych, którzy Mnie nienawidzą.
14Okazuję zaś łaskę tysiącom potomków tych, którzy mnie miłują i przestrzegają Moich przykazań.
15Nie będziesz wzywał imienia Pana Boga twego na próżno, bowiem Pan nie pozostawi bez kary tego, który na próżno wzywa Jego imienia.
16Pamiętaj, abyś święcił dzień szabatu.
17Sześć dni będziesz pracować i wykonywać wszystkie twe zajęcia,
18dzień zaś siódmy jest szabatem ku czci Pana, twego Boga. Nie będziesz w dniu tym wykonywał żadnej pracy ani ty, ani syn twój, ani twoja córka, ani twój sługa, ani twoja służebnica, ani twoje bydło, ani obcy, który przebywa w obrębie twoich bram.
19Pan bowiem uczynił w sześciu dniach niebo i ziemię, morze i wszystko, co w nich jest. I Pan pobłogosławił dzień szabatu i uczynił go świętym.
20Czcij ojca twego i matkę twoją, abyś długo żył na ziemi, którą Pan, twój Bóg, ci daje.
21Nie będziesz zabijał.
22Nie będziesz cudzołożył. Nie będziesz kradł.
23Nie będziesz fałszywie świadczył przeciw bliźniemu twemu.
24Nie będziesz pożądał domu bliźniego twego, nie będziesz pożądał żony bliźniego twego ani jego sługi, ani jego służebnicy, ani wołu, ani osła, ani żadnej rzeczy, która należy do twego bliźniego.

## Dekalog wNowym Testamencie
| Przykazanie (numeracja filońska) | Niektóre przykładowe wersety w Nowym Testamencie |
| -------------------------------- | --- |
| 1.                               | „Dla nas istnieje tylko jeden Bóg, Ojciec...” (1Kor. 8,6). |
| 2.                               | „Będąc więc z rodu Bożego, nie powinniśmy sądzić, że Bóstwo jest podobne do złota albo do srebra, albo do kamienia, wytworu rąk i myśli człowieka.” (Dz. 17,29) „Wtedy Jezus odpowiedział: Odejdź precz, szatanie! Jest bowiem napisane: Ty będziesz składał hołdy Panu, Bogu twemu, i tylko Jemu będziesz cześć oddawał.” (Mt. 4:10 tłum. ks. Romaniuka). |
| 3.                               | „Wiecie, że przodkom powiedziano: Masz nie łamać swych przysiąg, lecz dotrzymać ich wobec Pana. Ja wam natomiast mówię: Wcale nie przysięgajcie. Ani na niebo, gdyż jest tronem Boga, ani na ziemię, gdyż jest Jego podnóżkiem, ani na Jerozolimę, gdyż jest miastem Wielkiego Króla. Nie przysięgaj też na swoją głowę, gdyż nie możesz ani jednego włosa uczynić białym lub czarnym. Niech raczej wasze: tak, znaczy: tak, a wasze: nie – nie, bo to, co ponadto, pochodzi od złego.” (Mt. 5:33-37) „Przede wszystkim, bracia moi, nie przysięgajcie ani na niebo, ani na ziemię, ani w żaden inny sposób: wasze «tak» niech będzie «tak», a «nie» niech będzie «nie», abyście nie popadli pod sąd.” (Jk. 5:12) |
| 4.                               | „A zatem pozostaje odpoczynek szabatu dla ludu Bożego.” (Hbr. 4,9). |
| 5.                               | „Czcij ojca twego i matkę...” (Ef. 6,2). |
| 6.                               | „Słyszeliście, że powiedziano przodkom: Nie zabijaj!; a kto by się dopuścił zabójstwa, podlega sądowi. A Ja wam powiadam: Każdy, kto się gniewa na swego brata, podlega sądowi.” (Mt. 5:21-22) „Każdy, kto nienawidzi swego brata, jest zabójcą, a wiecie, że żaden zabójca nie nosi w sobie życia wiecznego.” (1J. 3,15). |
| 7.                               | „We czci niech będzie małżeństwo pod każdym względem i łoże nieskalane, gdyż rozpustników i cudzołożników osądzi Bóg.” (Hbr. 13:4). „Wiecie, że powiedziano: Masz nie cudzołożyć. Ja wam natomiast mówię: Każdy, kto pożądliwie przygląda się kobiecie, już w swoich myślach dopuścił się cudzołóstwa.” (Mt. 5:27-28) |
| 8.                               | „Złodzieje... nie odziedziczą Królestwa Bożego.” (1Kor. 6:10) |
| 9.                               | „Dlatego odrzuciwszy kłamstwo: niech każdy z was mówi prawdę do bliźniego...” (Ef. 4:25). |
| 10.                              | „Zadajcie więc śmierć temu, co jest przyziemne w /waszych/ członkach: rozpuście, nieczystości, lubieżności, złej żądzy i chciwości, bo ona jest bałwochwalstwem.” (Kol. 3:5). |

## Nauki dekalogu w Koranie
Muzułmanie uznający Mojżesza jako proroka, przyjmują również na podstawie Koranu nauki pokrewne Dziesięciu Przykazaniom. Choć sam dekalog nie znajduje się w Koranie, to jednak każdemu przykazaniu można przyporządkować odpowiednią aję:
| Przykazanie (numeracja filońska) | Aje w Koranie |
| -------------------------------- | --- |
| 1.                               | „Nie ma boga, jak tylko Bóg!” (47,19) |
| 2.                               | „Panie mój! Uczyń to miasto bezpiecznym i uchowaj mnie i moich synów od tego, abyśmy mieli czcić bałwany!” (14:35)                                                                      |
| 3.                               | „Nie przysięgajcie na Boga, że jesteście pobożni i bogobojni i że czynicie pokój między ludźmi.” (2:224)                                                                                |
| 4.                               | „O wy, którzy wierzycie! Kiedy zostanie ogłoszone wezwanie do modlitwy – w Dniu Zgromadzenia – śpieszcie gorliwie wspominać Boga i pozostawcie wszelki handel!” (62:9)                  |
| 5.                               | „...i dla rodziców – dobroć! A jeśli jedno z nich lub oboje osiągną przy tobie starość, to nie mów im: «precz!» i nie popychaj ich, lecz mów do nich słowami pełnymi szacunku!” (17:23) |
| 6.                               | „...Ten, kto zabił człowieka, który nie popełnił zabójstwa i nie szerzył zgorszenia na ziemi, czyni tak, jakby zabił wszystkich ludzi.” (5:32)                                          |
| 7.                               | „I nie zbliżajcie się do cudzołóstwa! Zaprawdę, jest to czyn szpetny i jakże to zła droga.” (17:32)                                                                                     |
| 8.                               | „Złodziejowi i złodziejce obcinajcie ręce w zapłatę za to, co oni popełnili.” (5:38) |
| 9.                               | „Nie ukrywajcie świadectwa! Ktokolwiek je ukrywa – to, zaprawdę, jego serce jest grzeszne!” (2:283)                                                                                     |
| 10.                              | „I nie wytężaj swoich oczu na to, co daliśmy w używanie niektórym spośród nich – kwiat życia na tym świecie – by doświadczyć ich.” (20:131).                                            |

## Interpretacja i wykorzystanie
W historii przykazania były różnie rozumiane i różnie interpretowane. Na przykład przykazania dosłownie w języku hebrajskim brzmiące „nie morduj” przetłumaczono na „nie zabijaj”.
Dekalog zajmuje szczególne miejsce w nauce wielu chrześcijańskich kościołów i jest podstawą głoszonej przez nie moralności. Istnieje pogląd, że Dekalog jest podstawowym elementem Nowego Przymierza, jego wartość i znaczenie podkreślone zostały przez Jezusa Chrystusa w kazaniu na górze, które zawiera esencję jego nauki i jest rozwinięciem 10 przykazań, dotyczy życia i prawa Bożego. Niemniej jednak wiele wyznań chrześcijańskich uważa Dekalog za część Starego Przymierza i nie uważa, aby obowiązywały one chrześcijan. Często doceniana jest jednak praktyczna ich przydatność jako wskazówek moralnych.

### Kościół katolicki
Kościół katolicki wyraził pogląd, że uzupełnieniem Dekalogu jest tajemnica paschalna Jezusa Chrystusa (Por. Mt 5,17-19), a uświadomienie sobie jej treści jest powodowane wiarą w zmartwychwstanie Chrystusa. Stała się ona dostępna dla Kościoła poprzez Zesłanie Ducha Świętego (por. Dz 2) na modlących się Maryję i Apostołów w Jerozolimie podczas żydowskiego Święta Tygodni Szawuot – dorocznej uroczystości upamiętniającej przekazanie przez Boga Mojżeszowi Dekalogu na górze Synaj. Duch Święty jest Nowym Prawem „Nowego Przymierza, przymierza nie litery, lecz Ducha” (2 Kor 3,6; Por. Rz 2,29 oraz 7,6;), wypisanego nie na kamiennych tablicach, lecz „na żywych tablicach serc” (por. 2 Kor 3,2).
Kościół katolicki jest także zdania, że ludzie, którzy doświadczają Syna Bożego poprzez Ducha Świętego, otrzymują wyróżnienie, „by stali się dziećmi Bożymi” (J 1,12; por. Rz 8,14-15) i dzięki miłości powodującej oddanie swojego życia za przyjaciół (por. J 15,14; Mt 5,44), w sposób doskonalszy niż sprawiedliwość opisana w Starym Testamencie (por. Mt 5,20), realizują świętość Ludu Bożego, którą Bóg ukazał Izraelowi: „Świętymi bądźcie, bo Ja jestem święty!” (Kpł 19,2). Apostołowie po otrzymaniu mocy od Ducha Świętego (por. Dz 1,8; Łk 1,78n) doszli do doskonałej miłości Boga i innych ludzi, która jest wykończeniem Dekalogu (por. Mk 12,28-34; Łk 10,27n). Dziesięć Przykazań najlepiej wypełnia się poprzez ubóstwo ze względu na miłość do ludzi biednych: „Jednego ci brakuje: idź sprzedaj wszystko co masz i rozdaj ubogim...” (Mk 10,21 i paral.: Mt 19,16-22; Łk 18,18-23). „Błogosławieni ubodzy w duchu” (Mt 5,3; Łk 6,20).

### Kościoły protestanckie
W protestantyzmie prawo Boże jest obok Ewangelii, jedną z dwóch postaci Słowa Bożego, które są różne co do ról w procesie zbawienia.

### Świadkowie Jehowy
Świadkowie Jehowy uważają, że Prawo Mojżeszowe, w tym Dekalog, zostało zastąpione „prawem Chrystusowym”, które obejmuje wszystko, czego Jezus uczył swoich naśladowców. Jednak analiza Dziesięciu Przykazań może przynieść korzyści, bo ujawnia sposób myślenia Jehowy Boga i opiera się na zasadach, które zawsze będą aktualne.